# Zi Chan

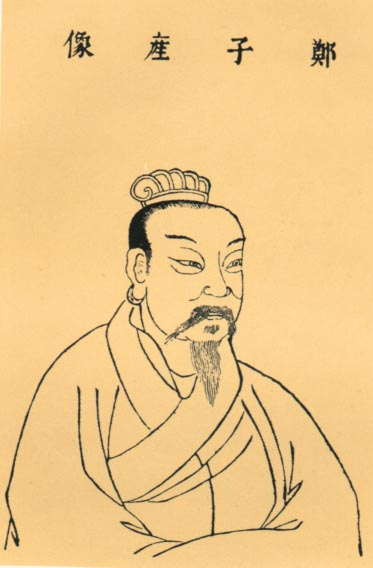
Zi Chan

Zi Chan.Chino tradicional: 子產 Chino simplificado子产 pinyin: zi chǎn. También conocido por los nombres de Zi Mei 子美, Shi Cheng 谥成 , Gong Sun Qiao 公孙侨, Gong Sun Cheng Zi公孙成子 ,  Dong Li Zi Chan東里子產 , Guo Zi国子 , Guo Qiao国侨 , Zheng Qiao郑乔 . Fue un ministro del estado de Zheng durante el Período de Primaveras y Otoños.
Durante el tiempo que ejerció como ministro de Zheng llevó a cabo reformas políticas. Destacó también como embajador. Según la historiografía antigua, sus políticas trajeron prosperidad y estabilidad al pueblo de Zheng. Las principales fuentes para su biografía son el Zuo Zhuan y  las Memorias Históricas.
- Datos: Q1184340
- Multimedia: Zichan / Q1184340